# Monique Aldebert
Pour les articles homonymes, voir Aldebert.
Monique Dozo, connue sous le nom de Monique Guérin, puis de Monique Aldebert, est une chanteuse de jazz et parolière française née le 5 mai 1926 à Monaco et morte le 26 ou 27 janvier 2018 à Los Angeles.

## Biographie
Monique Dozo monte à Paris en 1950 et s'installe rue Chaptal avec son mari, le pianiste de jazz Bernard Peiffer, et leur fille Frédérique. Bernard Peiffer joue au Jazz-Club tenu alors par Charles Delaunay. Monique devient chanteuse de jazz grâce au trompettiste Maurice Moufflard qui l'engage dans son orchestre. Elle épouse, en secondes noces, le trompettiste Roger Guérin dont elle a un fils, Jean-Michel en 1952. Tandis que Roger Guérin chante au sein des Blue Stars de Blossom Dearie, Monique, sous le nom de Monique Guérin, rejoint Les Double Six aux côtés de Mimi Perrin, Eddy Louiss et Louis Aldebert (Il y a fort longtemps d'après Evening in Paris, musique de Quincy Jones, T'as foutu le camp d'après Count'em,  musique de Quincy Jones). Dans Finalement l'automne est arrivé d'après Early Autumn sur une musique de Ralph Burns et Woody Herman elle chante le solo de Woody Hermann au saxophone alto. Dans la légende du troubadour d'après Boplicity elle chante le solo de trompette de Miles Davis.  
Louis Aldebert rejoint l'orchestre de Moufflard. Ils se produisent aussi en duo sous le nom de Monique & Aldebert. Ils publient leur premier disque en 1957 et signent ensemble de nombreuses chansons pour Danielle Darrieux (Paris au mois de septembre, Petite de la rue), Jean-Claude Pascal (La neige sur Paris), Brigitte Bardot (Les hommes endormis), Régine (Aimez-vous les pommes)...etc. Louis compose également quelques titres avec Mouloudji dont L'un à l'autre étranger ou Au temps de la débine.
En 1969, le couple part pour Las Vegas afin d'y jouer la revue du Casino de Paris. Monique et Louis Aldebert s'installent ensuite définitivement à Los Angeles et forment le duo The Aldeberts.

## Discographie
- 1957 : Monique & Aldebert, 45 tours E.P., Versailles
- 1961 : Les Double Six, 45 tours E.P., Columbia Pathé Marconi
- 1962 : Monique Aldebert, 45 tours E.P., Philips
- 1963 : Monique & Aldebert, 45 tours SP, Philips
- 1971 : André Hodeir, Cantate Ana Livia Plurabelle avec Nicole Croisille et Monique Aldebert
- 1983 : The Aldeberts, album LP Los Angeles, Trend Records
- 1999 : The Aldeberts, album CD City of Lights, City of Angels, No Age Records